# Recondite
Recondite (nombre de pila; Lorenz Brunner, nacido en la Baja Baviera) es un músico alemán,  productor de musical de géneros como el techno, y fundador de su propio sello musical Plangent Records.

## Reseña biográfica
Brunner creció en una zona rural, que él denomina como la fuente de toda su inspiración musical. Rodeado del medio ambiente, la naturaleza y el paisaje de Baviera Baja en Alemania, encontró su pasión por la música electrónica. Considera que este ambiente, le da honor a su alias “Recondite” y por eso es de gran influencia para él.

En éste entorno que lo rodea crea sus primeras pistas o “tracks” en su propio estudio casero. Después de un largo periodo creativo a su temprana edad, el joven productor se trasladó a Berlín en el año 2009. En el año 2011 Brunner crea el sello “Plangent Records” y publica las primeras pistas bajo su nombre “Recondite”. El primero de 4 pistas en su primer EP llamado (PLAN 001), recibió una gran acogida nacional e internacional. En el mismo año, “Recondite” consiguió su primer concierto en un lugar llamado “Panorama bar”, ubicado en Berlín. De esta forma se abrieron puertas a “Recondite” en distintos escenarios alrededor del mundo.
“Recondite” empieza a llamar la atención con algunos temas del álbum “On Acid”, que fue lanzado en el 2012 a través del sello americano “Absurd Recordings”. Estas pistas fueron influenciadas por los sonidos ácidos típicos de este artista, extendiendo la diversidad musical de Brunner a otra faceta. La prensa internacional se refirió al hecho, en particular, de que Brunner dio su propio estilo al “ácido” previamente conocido creando registros únicos e inigualables. El eco que le dieron las revistas de música y los portales en línea fue tan grande, que su éxito continuó en diversos shows en vivo que llevaron a Recondite a su primer concierto en Estados Unidos, en la ciudad de Nueva York año 2012.
Con el segundo EP “Hinterland” lanzado en el 2013 junto al sello americano “Ghostly International”, Recondite se convirtió en uno de los mejores acto en vivo, compartiendo con artistas como Sven Vath y Richie Hawtin en el “Time Warp Festival” del 2014. En este mismo año se convirtió en el Dj residente de Richie Hawtin en el “ENTER.Ibiza 2014”.

## Estilo
La diversidad en la música de Recondite se refleja en las colaboraciones que ha realizado con sellos como “Dystopian” y “Innervisions”. Estos son impulsados por diferentes variables de la música electrónica, pero al mismo tiempo, llevan sonidos característicos de la música de Brunner. 
Recondite realiza sus shows en vivo y es reconocido por adaptar su música al estado de ánimo que tenga la audiencia, así como las condiciones locales divergentes. Esta volatilidad le ganó una nominación a los “DJ Awards 2014” en la categoría de “Electronic Live Performance”.  Su EP “Caldera” llegó a estar ubicado en el puesto #1 en los Charts del Techno en Beatport.
Su estilo musical varía entre el Deep House Ambient y el Techno o Acid Techno. De hecho, la producción musical de Brunner se sale de los estándares de estas categorías. Los álbumes y EPs publicados incluyen pistas de ambiente melancólico y sombrío, con algunos bajos atípicos del BPM; y con el techno logra crear verdaderas pistas de baile. De acuerdo con estas características, a la prensa musical se le dificulta encajarlo en alguna de estas categorías, así que decidieron llamar el estilo musical de Recondite con su propio nombre “Techno Moll”, “John Carpenter-House (Groove)” “Mediative Techno (Resident Advisor)” y  "Götterdämmerung in 808".
Recondite utiliza grabaciones de campo y un sintetizador, trabaja con el paquete de software de Ableton, que produce una combinación de sonidos analógicos y permite sintetizar la modulación de las frecuencias.
El artista anunció recientemente, su próximo tercer álbum, este EP se dará a conocer a través de “Innervisions” el 11 de noviembre. 

## Discografía
Álbumes
- 2012: On Acid (Absurd Recordings, Acid Test (2))
- 2013: Hinterland (Ghostly International)
- 2014: Iffy (Innervisions)
- EPs and singles[edit source | edit]
- 2011: Plangent #001 (Plangent Records)
- 2011: Plangent #002 (Plangent Records)
- 2011: Plangent #003 (Plangent Records)
- 2012: DRGN / Wist 365 (Hotflush Recordings)
- 2012: Plangent #004 (Plangent Records)
- 2013: EC10 (Dystopian)
- 2013: Stems (Ghostly International)
- 2013: Waldluft (Trolldans)
- 2013: Shift 003 (mit Julien H Mulder) (Midnight Shift Records)
- 2013: Plangent #005 (Plangent Records)
- 2014: Psy (Innervisions)
- 2014: Nadsat (Dystopian)
- 2014: Caldera (Hotflush Recordings)
- 2014: Levo EP (Innervisions)
- 2015: Think Twice (Life and Death)
- 2015: Limber / Undulate (Acid Test)
- 2016: Phalanx (Hotflush Recordings)
- 2016: Osa Ep (Innervisions)
- 2016: Corvus (Ghostly International)